# Ottomaanse architectuur

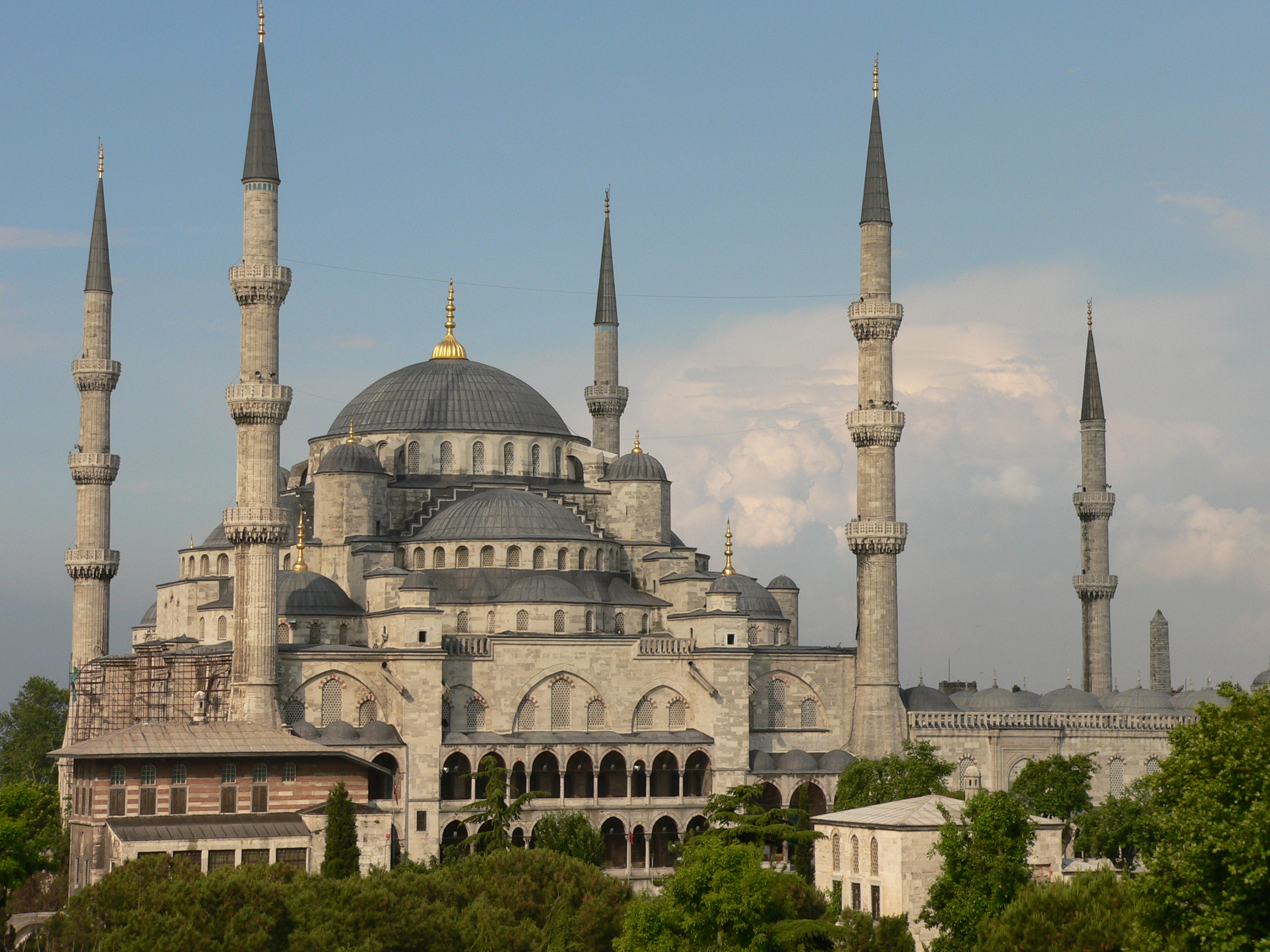
De Blauwe Moskee van Istanbul gebouwd in de Ottomaanse architectuur.

Ottomaanse architectuur is de architectuur van het Turkse Ottomaanse Rijk. Het ontstond in de 14e en 15e eeuw in de steden Bursa en Edirne. De architectuur van het Ottomaanse Rijk ontwikkelde zich op basis van de eerdere Seltsjoekse architectuur. Het werd beïnvloed door de Byzantijnse, Iraanse en Seltsjoekse architectuur. Het werd ook beïnvloed door islamitische Mamluk-tradities na de verovering van Constantinopel door de Ottomanen. Bijna 400 jaar lang dienden Byzantijnse architectonische artefacten zoals de kerk van de Hagia Sophia als model voor veel van de Ottomaanse moskeeën. Over het algemeen wordt de Ottomaanse architectuur beschreven als Ottomaanse architectuur, gecombineerd met architectonische tradities uit het Middellandse Zeegebied en het Midden-Oosten.
De Ottomanen bereikten architectuur van het hoogste niveau in hun land. Ze beheersten de techniek van het bouwen van enorme binnenruimtes, begrensd door schijnbaar gewichtloze maar massieve koepels. Hun werk bereikte harmonie tussen binnen- en buitenruimtes, evenals tussen licht en schaduw. Het islamitische religieuze gebouw, dat tot dan toe eenvoudig maar met uitgebreide decoratie was, werd door de Ottomanen getransformeerd. Ze gebruikten gewelven, koepels, halve koepels en kolommen. De moskee veranderde van een krappe en donkere kamer met met arabesken bedekte muren in een prachtig heiligdom.